# Ahmad al-Awda
Ahmad al-Awda (en árabe: أحمد العودة; Bosra, 1981) es un oficial militar sirio y exlíder rebelde que dirige la Sala de Operaciones del Sur. Líder de las Fuerzas de la Juventud de la Sunna entre 2014 y 2018, durante la Guerra civil siria, se reconcilió con el régimen de Bashar al-Ásad tras la ofensiva del sur de Siria de 2018. Con el respaldo de Rusia, al-Awda fue nombrado comandante de la Octava Brigada del Quinto Cuerpo del Ejército sirio, una formación formada principalmente por rebeldes reconciliados. Se convirtió en un influyente agente de poder en la Gobernación de Daraa, recibiendo órdenes de Rusia en lugar de las autoridades de Damasco, y se hizo conocido como "el hombre de Rusia en el sur de Siria".
Cuando el Ejército sirio sufrió grandes pérdidas en medio de las ofensivas de la oposición siria en 2024, al-Awda y sus fuerzas desertaron y se unieron a la oposición siria para formar la Sala de Operaciones del Sur, que encabezó la caída de Damasco y derrocó al régimen de Ásad.

## Biografía

### Primeros años
Ahmad al-Awda nació en 1981 en la ciudad de Bosra. Obtuvo un título en literatura inglesa y trabajó como profesor antes del inicio de la Guerra civil siria. Durante la guerra, tres de sus hermanos murieron luchando por la oposición siria.

### Fuerzas de la Juventud de la Sunna (2014-2018)
Tras el estallido de la guerra civil siria, al-Awda se unió a la oposición siria y lideró a las Fuerzas de la Juventud de la Sunna, un grupo miembro del Frente Sur del Ejército Libre Sirio. Se alió con el Frente al-Nusra y el Movimiento Islámico Muthanna para tomar con éxito su ciudad natal de Bosra que estaba en manos las fuerzas gubernamentales, y luego expulsó a los grupos de la ciudad. En junio de 2018, las fuerzas gubernamentales lanzaron una ofensiva exitosa para recuperar la totalidad de la Gobernación de Daraa. Al aceptar un acuerdo de reconciliación negociado por Rusia, al-Awda y las Fuerzas de la Juventud Sunna se rindieron en julio de 2018 (fueron uno de los primeros grupos en hacerlo) y entregaron sus armas pesadas a la Policía Militar Rusa. Algunos residentes locales consideraron que el acuerdo era una traición.

### Ejército sirio (2018-2024)
Al recibir una garantía rusa de represalias del gobierno, a al-Awda se le concedió el mando de la rama local del 5.º Cuerpo del Ejército sirio, la 8.ª Brigada, uniéndose a otros exrebeldes. La 8.ª Brigada recibía órdenes de Rusia en lugar del Ministerio de Defensa sirio. El acuerdo le permitió a Rusia asegurar la mitad oriental de la Gobernación de Daraa, vigilar la región con fuerzas que mantenían un nivel de legitimidad pública y socavar la influencia iraní. En septiembre de 2018, Enab Baladi informó que se habían desplegado 400 soldados de la 8.ª Brigada para luchar contra las fuerzas de oposición en la Gobernación de Idlib, una afirmación que al-Awda negó. Bajo órdenes rusas, la 8.ª Brigada luchó cerca de Salma y en el desierto sirio.
A medida que la insurgencia de Daraa se intensificaba, la Octava Brigada de Al-Awda medió entre las tropas leales y los insurgentes, trabajando con Rusia para poner fin a los enfrentamientos y concertar nuevos acuerdos de reconciliación y deportación. Al-Awda también mantuvo una relación mutuamente beneficiosa con Hayat Tahrir al-Sham (HTS). A HTS se le permitió una presencia limitada en áreas controladas por la Octava Brigada, que a su vez asesinó a narcotraficantes y miembros del Estado Islámico.
En julio de 2020, al-Awda anunció su intención de unificar las fuerzas militares de Suwayda, Daraa y Quneitra en un solo "ejército" bajo su liderazgo. Poco después, la Octava Brigada atacó posiciones pertenecientes a la Dirección de Inteligencia Militar y a la Dirección de Inteligencia de la Fuerza Aérea vinculada a Irán, consolidando el control de al-Awda sobre la región. Más tarde ese mes, más de 1.000 soldados de la Octava Brigada se graduaron de un curso de capacitación en presencia de oficiales rusos. Después de la ceremonia, los soldados gritaron contra Bashar al-Ásad, Irán y Hezbolá. Algunos lugareños también vieron a las fuerzas de al-Awda como protectoras de la influencia iraní y de los leales al régimen. En los funerales de los soldados de la Octava Brigada, los manifestantes pedían regularmente el derrocamiento de Asad y la expulsión de las milicias iraníes.
En 2021, la brigada fue transferida del Quinto Cuerpo a la Inteligencia Militar. Se estima que su dotación sería de 1.200 hombres en 2024.

### Sala de Operaciones del Sur (2024)
A fines de noviembre de 2024, el ejército sirio perdió rápidamente territorio después de que el Comando de Operaciones Militares dirigido por el HTS lanzara una serie de ofensivas. El 6 de diciembre de 2024, la Octava Brigada se unió a la oposición para convertirse en uno de los grupos fundadores de la Sala de Operaciones del Sur (SOR), con al-Awda presuntamente como su líder. La SOR expulsó rápidamente a las fuerzas gubernamentales de las gobernaciones de Daraa y Quneitra, antes de marchar sobre Damasco y derrocar al régimen de Asad. Las fuerzas de al-Awda aseguraron las instituciones gubernamentales y custodiaron a los funcionarios del régimen, llevando a muchos al Hotel Four Seasons de Damasco para su protección.